# César Efrain Gutiérrez
César Efraín Gutiérrez Álvarez (7 de maio de 1954) é um ex-futebolista profissional hondurenho, que atuava como defensor.

## Carreira
César Efrain Gutiérrez fez parte do elenco da histórica Seleção Hondurenha de Futebol das Copas do Mundo de 1982, ele fez duas partidas. 